# 格拉斯萊克鎮區 (明尼蘇達州卡內貝克縣)
格拉斯萊克鎮區（英語：Grass Lake Township）是位於美國明尼蘇達州卡內貝克縣的一個行政鎮區。

## 地方資料
格拉斯萊克鎮區的面積為90.18平方千米，當中陸地面積為88.31平方千米，而水域面積為1.87平方千米。根據2020年美國人口普查的數據，當地共有人口965人，而人口密度為每平方千米10.7人。